# Chroogomphus purpurascens
Chroogomphus purpurascens är en svampart som först beskrevs av Lj.N. Vassiljeva, och fick sitt nu gällande namn av M.M. Nazarova 1990. Chroogomphus purpurascens ingår i släktet Chroogomphus och familjen Gomphidiaceae.   Inga underarter finns listade i Catalogue of Life.